# Val Grande di Lanzo
La Val Grande di Lanzo è situata nelle Alpi Graie nella città metropolitana di Torino, è la più settentrionale delle tre Valli di Lanzo. Prende il nome dal fatto di avere un ampio fondovalle anche in rapporto alla sua modesta lunghezza (solamente 17 km).

## Geografia
Si trova a Sud della Valle dell'Orco e a Nord della Val d'Ala, con la quale si unisce a Ceres. La valle, attraversata dalla Stura di Valgrande, è disposta prevalentemente in direzione Est-Ovest nell'alta valle mentre piega verso Sud nel fondovalle. 
È dominata dal gruppo delle Levanne, le quali fanno da cornice all'alta valle. La valle inizia a Ceres dove si divide dalla val d'Ala e termina a Forno Alpi Graie, frazione di Groscavallo. A Forno la valle si divide in due valloni principali: il Vallone di Sea ed il Vallone della Gura.

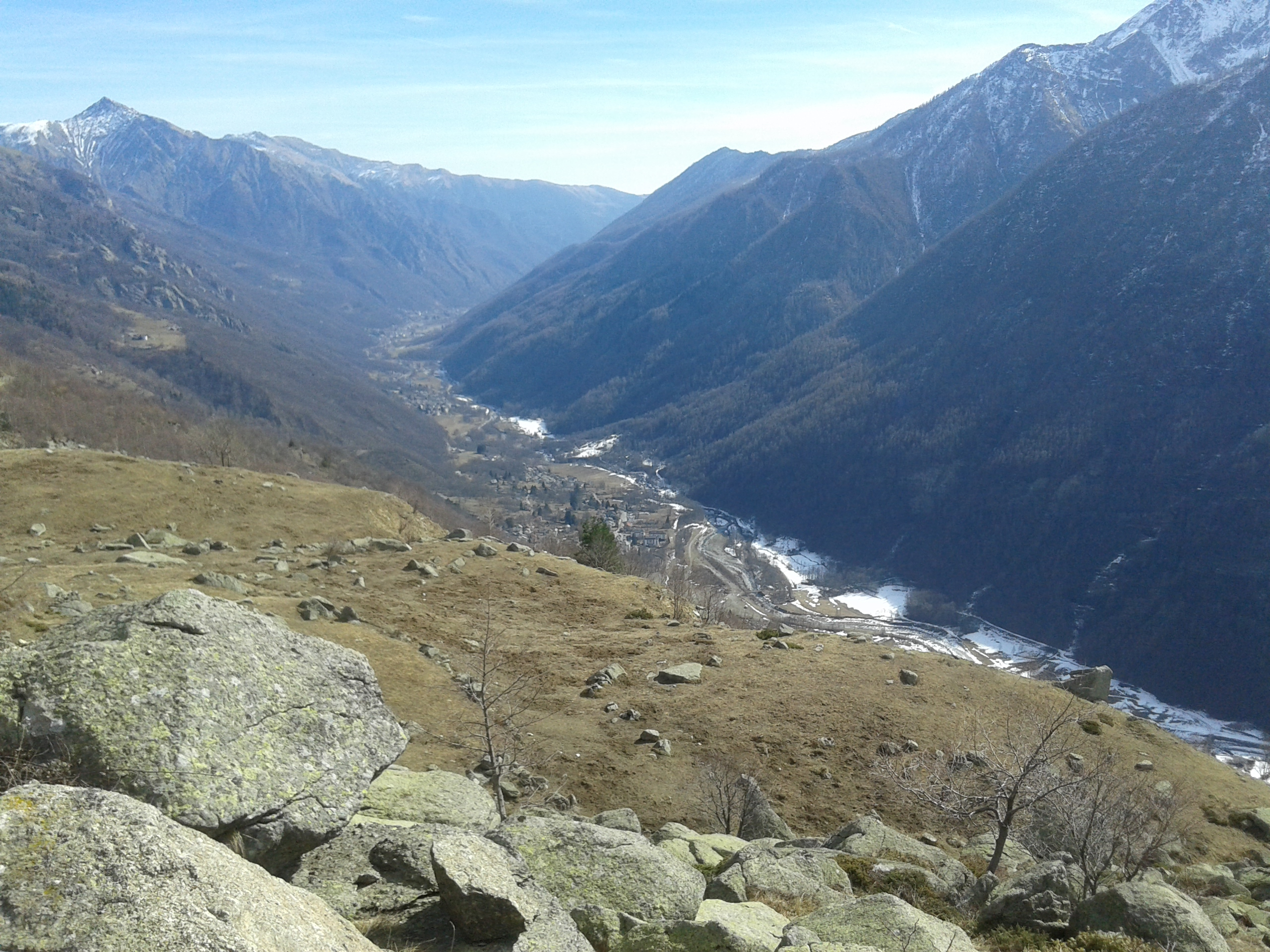
La Valgrande verso valle dal sentiero balcone

### Monti principali

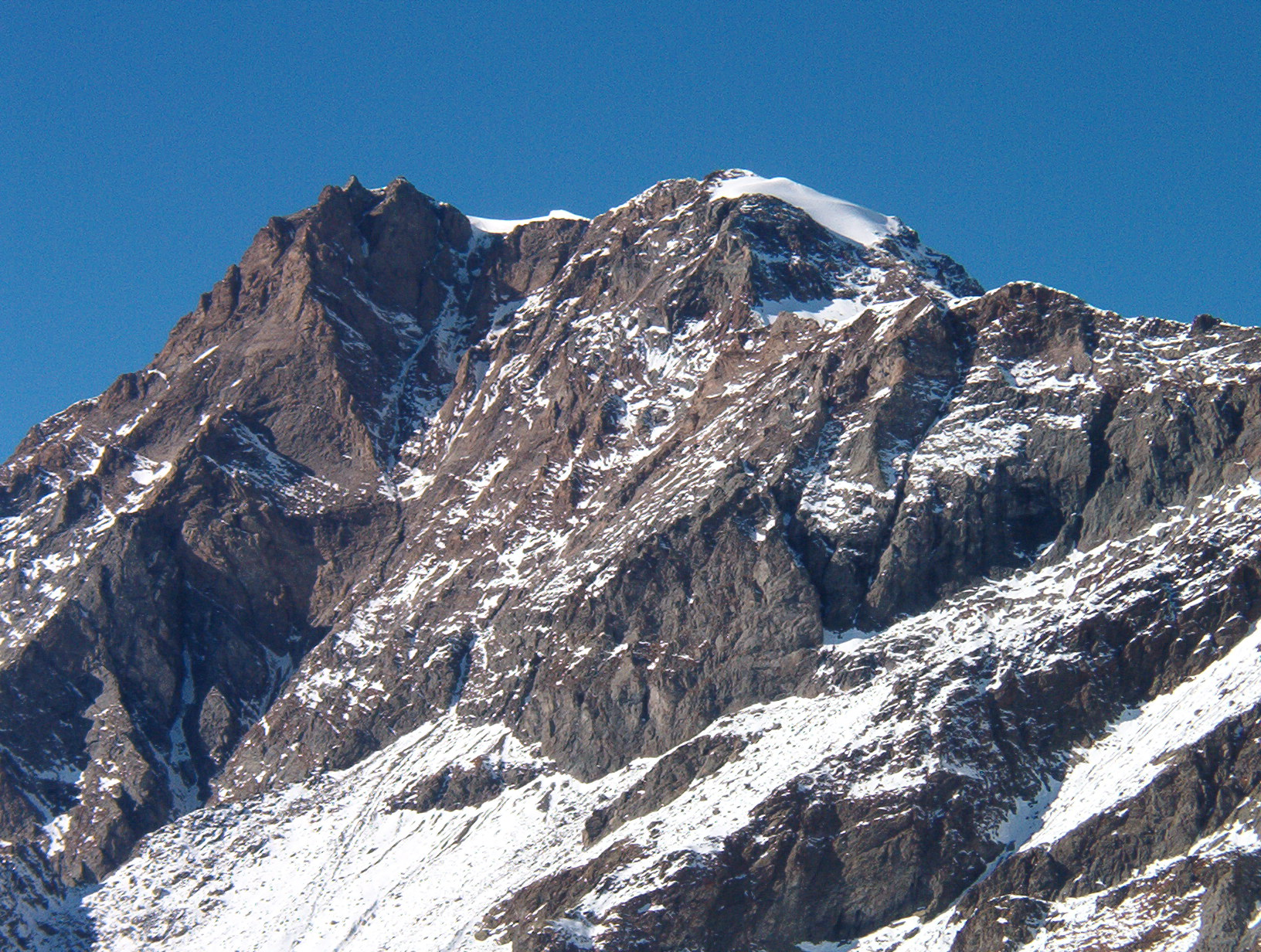
La Ciamarella

Fanno da corona lungo il confine con la Francia le seguenti vette (da nord verso sud):
- Levanna Orientale - 3.555 m
- Punta Girard - 3.262 m
- Cima Monfret - 3.374 m
- Punta Francesetti - 3.410 m
- Punta Tonini - 3.324 m
- Albaron di Sea - 3.262 m
- Uia di Ciamarella - 3.676 m.

Lungo la cresta che separa la valle con la valle dell'Orco troviamo:
- Barrouard - 2.858 m
- Corno Bianco - 2.891 m
- Cima della Crocetta - 2.830 m
- Monte Unghiasse - 2.939 m
- Monte Bellagarda - 2.901 m
- Gran Bernardè - 2.747 m
- Monte Bellavarda - 2.345 m
- Monte Vaccarezza - 2.203 m
- Cima dell'Angiolino - 2.168 m

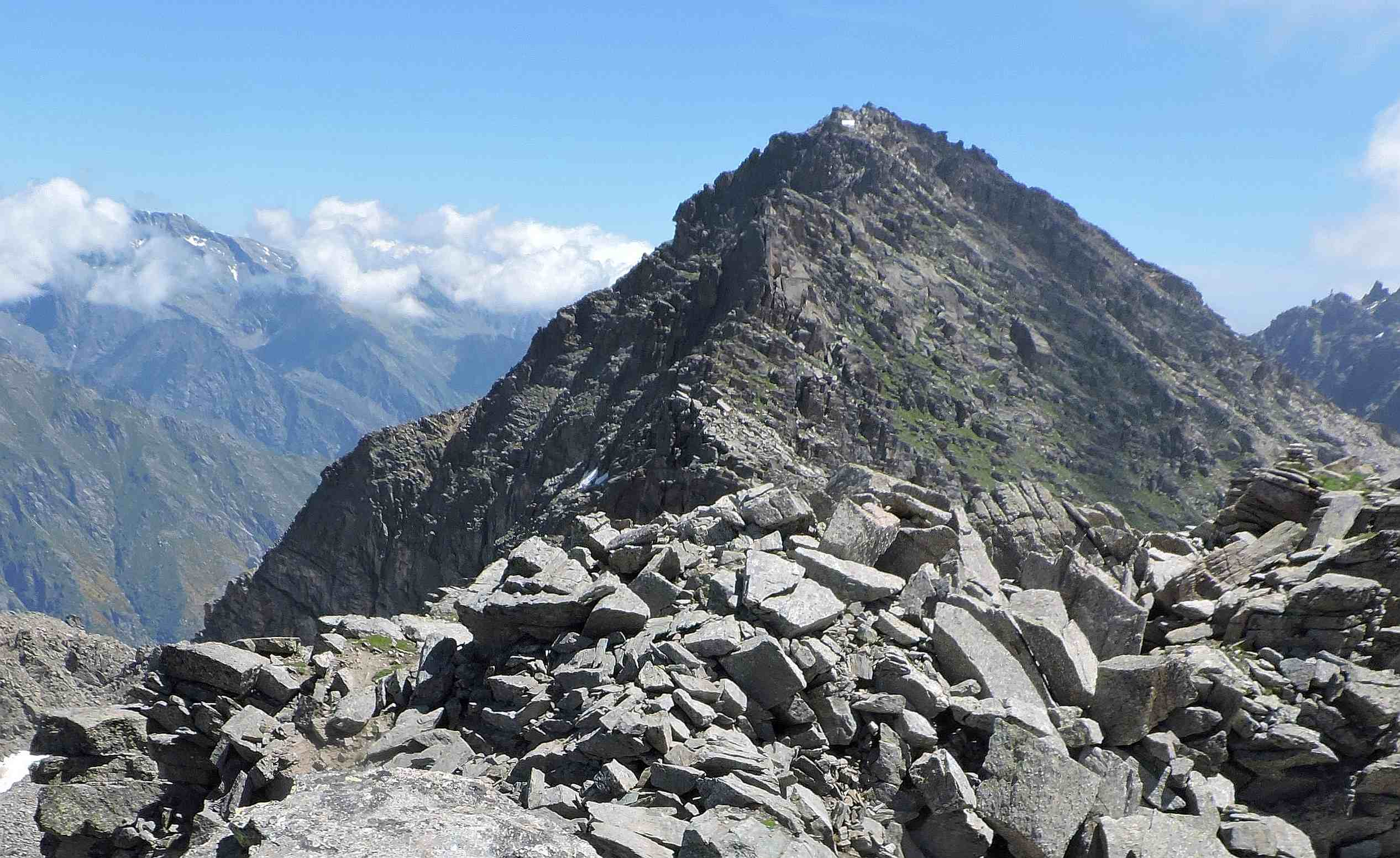
Monte Unghiasse

Lungo la cresta che la separa dalla val d'Ala o nei pressi della stessa troviamo invece:

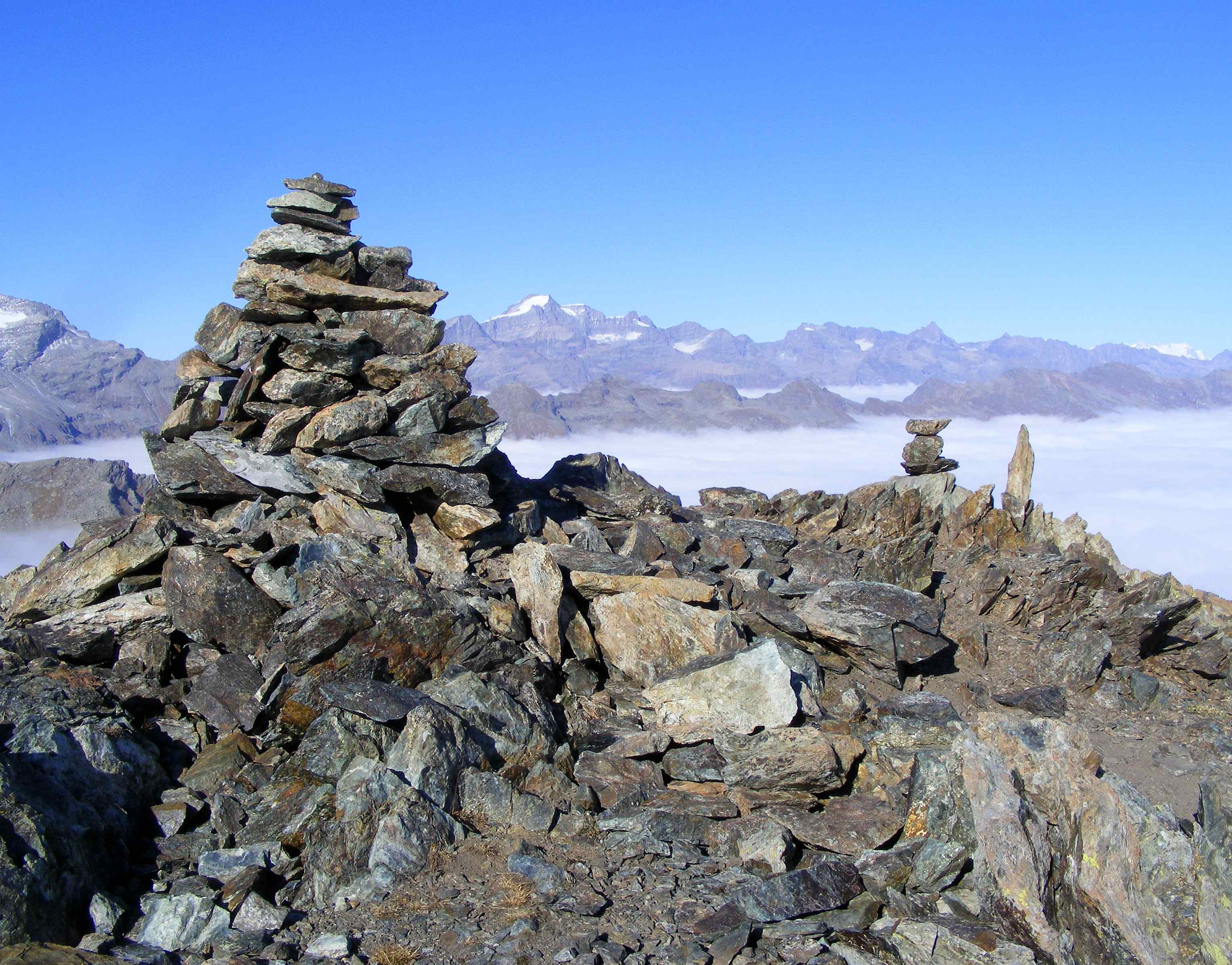
Punta Rossa di Sea

- Punta Rossa di Sea - 2.910 m
- Uia di Mondrone - 2.964 m
- Cima Leitosa - 2.870 m
- Punta del Rous - 2.568 m
- Punta Croset - 2.469 m
- Monte Doubia - 2.463 m
- Monte Plu - 2.196 m
- Monte Pellerin - 1.853 m
- Monte Rosso - 1.780 m
- Monte Santa Cristina - 1.338 m

### Laghi

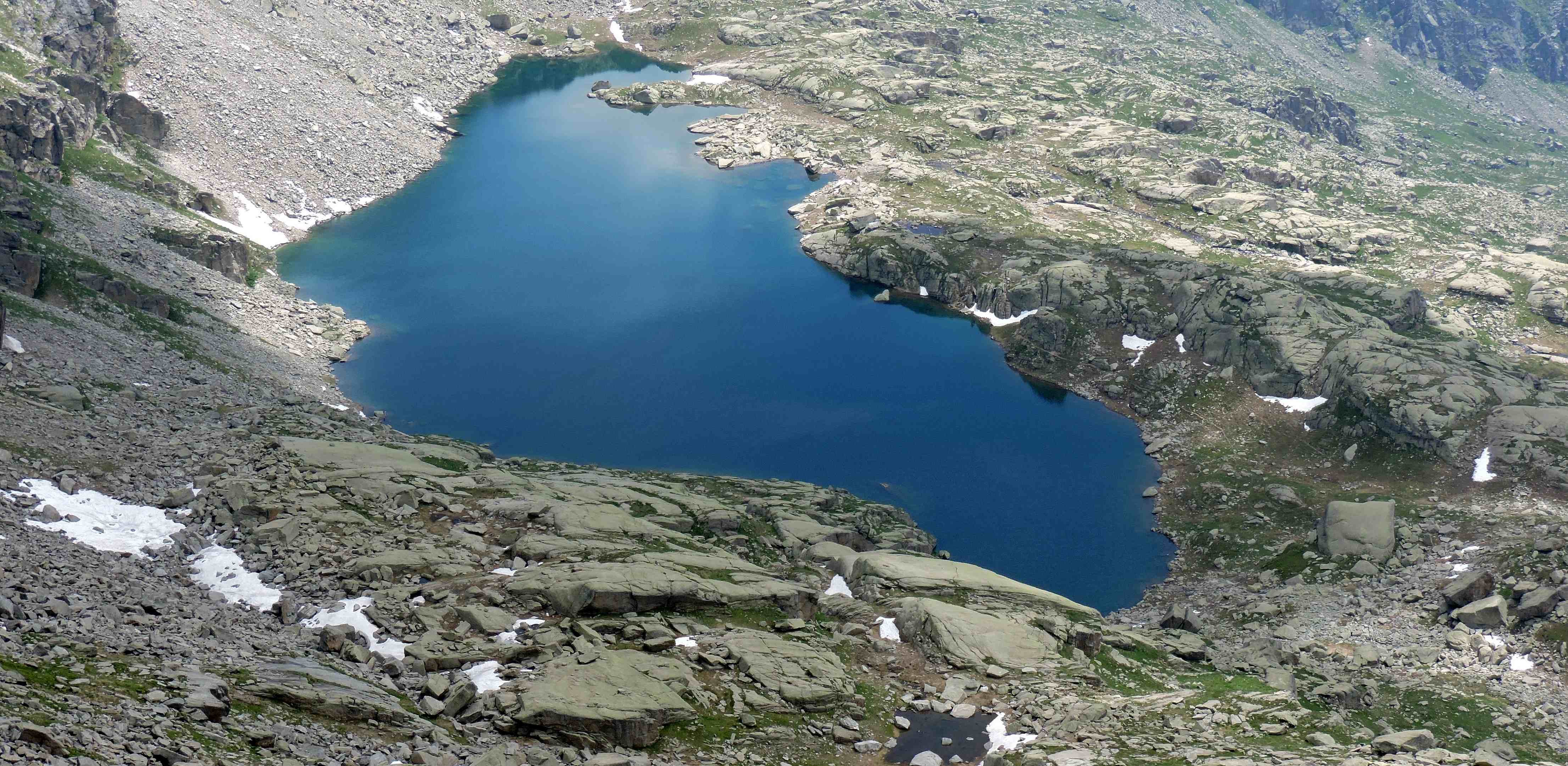
Il Lago Grande di Unghiasse

- Lago Grande di Unghiasse
- Lago della Fertà

## Centri principali

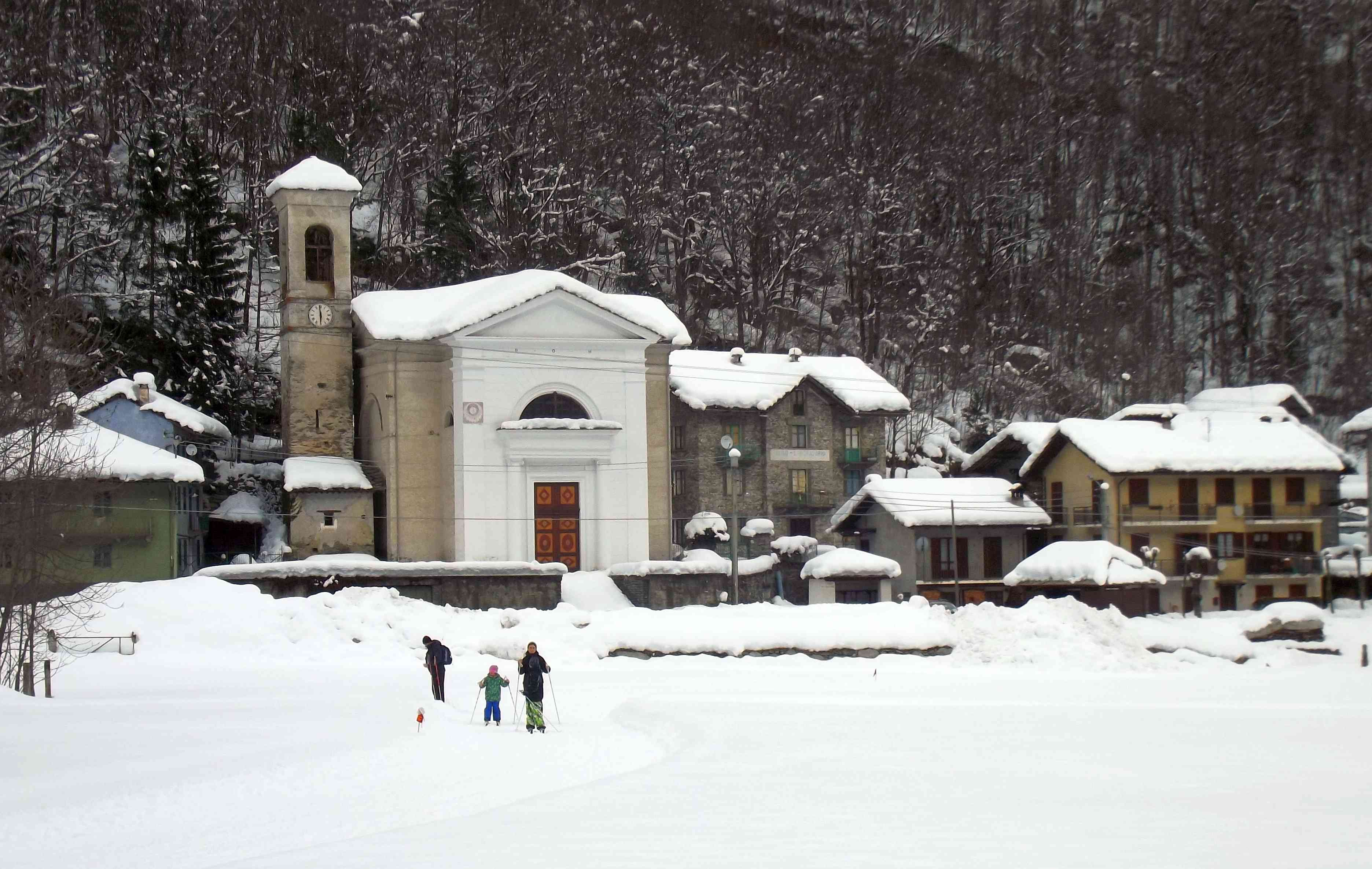
La chiesa di Groscavallo

Il comuni della valle sono tre, contornati da numerose frazioni:
- Chialamberto
- Groscavallo
- Cantoira

## Turismo
La valle nell'ultimo secolo ha sviluppato una forte vocazione turistica legata soprattutto al turismo estivo.
Inoltre la valle offre numerose possibilità a chi pratica l'arrampicata su roccia, in particolare nel vallone di Sea, e a chi vola in parapendio, con decolli dal Ciavanis poco sopra la frazione di Vonzo. La pratica dello sci invernale (soprattutto sci di fondo e scialpinismo) costituisce un'altra risorsa importante della valle. Non sono presenti impianti di risalita per la pratica dello sci alpino, a parte quelli oggi dismessi di Cossiglia a Chialamberto.

### Rifugi alpini
Per facilitare la salita alle vette della valle e l'escursionismo di alta quota la valle è dotata di alcuni bivacchi e rifugi alpini:
- Rifugio Paolo Daviso - 2.280 m
- Rifugio Eugenio Ferreri alla Gura - 2.207 m
- Bivacco Michele Rivero - 2.550 m
- Bivacco Nino Soardi - Marco Fassero - 2.297 m